# Eicher

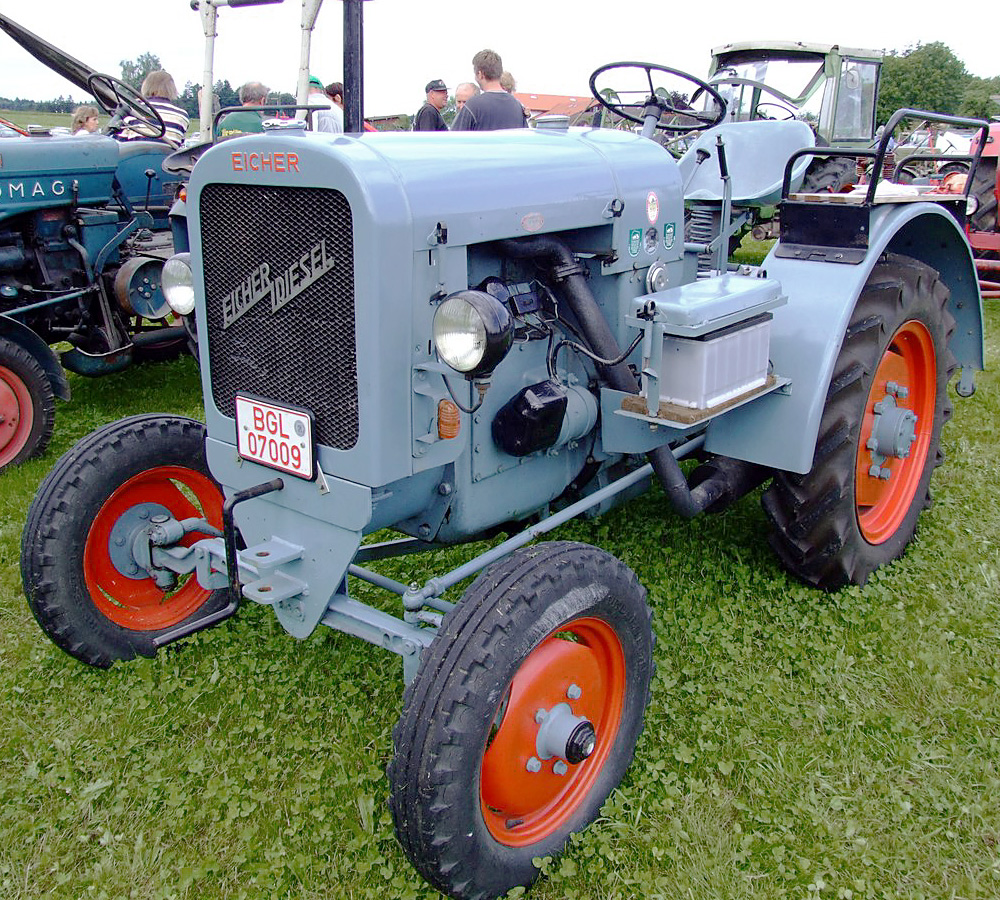
Eicher Traktor (1949)

Eicher war ein Hersteller von Traktoren, Landmaschinen und Motoren. Das Unternehmen wurde 1936 von den Brüdern Josef und Albert Eicher im oberbayerischen Forstern gegründet und erreichte vor allem in den 1950er- und 1960er-Jahren einen großen Marktanteil. 1984 musste das Unternehmen erstmals, am 6. März 1992 zum zweiten Mal Insolvenz anmelden. Danach wurde die Eicher Landmaschinen Vertriebs GmbH gegründet, die bei MFT in Cunewalde bis 2001 Schmalspurtraktoren produzieren ließ. Der Markenname „Eicher“ wurde in Europa zuletzt 2009 vom niederländischen Landmaschinenhändler Hissink & Zonen benutzt und ist in Indien bei Eicher Goodearth heute noch in Gebrauch.

## Geschichte

### 1934–1942
Josef Eicher sen., Vater der Gründer Josef Eicher (geb. 1906) und Albert Eicher (geb. 1907) betrieb ab 1934 eine Vertretung für Opel und Daimler-Benz Kraftfahrzeuge in Forstern. Um sich die Arbeit zu erleichtern, begannen die zwei Brüder 1935 damit, einen Messerbalken, wie er früher von Pferden gezogen wurde, an einen Kraftwagen zu bauen. Diese Lösung war in der Praxis aber nicht sonderlich praktisch. Die Brüder Eicher bauten 1935 selber einen Traktor mit drei Rädern. Bei diesem war das einzelne Vorderrad aber nicht mittig, sondern in einer Spur mit dem rechten Hinterrad angeordnet.
Bei Vorführungen der Maschinen auf Nachbarhöfen zeigte sich eine große Nachfrage und ein großer Bedarf nach Traktoren. In Folge baute Eicher 1936 einen ersten Dieselschlepper mit einem 14,7 kW (20 PS) Deutz-Dieselmotor. Der Motor war mit einem Rahmen verschweißt. In diesen wurde die Hinterachse eingeflanscht. Das Getriebe war an den Motor geflanscht und gab die Kraft über eine Gelenkwelle an die Hinterachse weiter. Der Mähantrieb ging von dort über einen offenen Kettenantrieb. Ein Jahr später, 1937, war Eicher erstmals auf der DLG-Ausstellung in München vertreten. Die Blockbauweise der Eicher-Schlepper mit Motoren von Deutz und Getrieben von Prometheus setzte sich in den folgenden Jahren durch. Es wurden immer mehr Schlepper verkauft, es konnten sogar Traktoren nach Österreich exportiert werden.
Eicher blieb weiter erfolgreich, auch da die Schlepper die Auflagen des Schell-Plans erfüllten. Ab dem 14. Oktober 1941 firmierte das Unternehmen als Gebr. Eicher Traktorenbau OHG.

### 1942–1945
Während des Zweiten Weltkrieges baute Eicher Traktoren mit Holzgas-Motor, dies machten staatliche Auflagen nötig. Zudem baute Eicher Metallschlitten zum Transport von Flugzeugmotoren, die bei BMW in München für die Kriegsproduktion verwendet wurden.

### 1945–1951

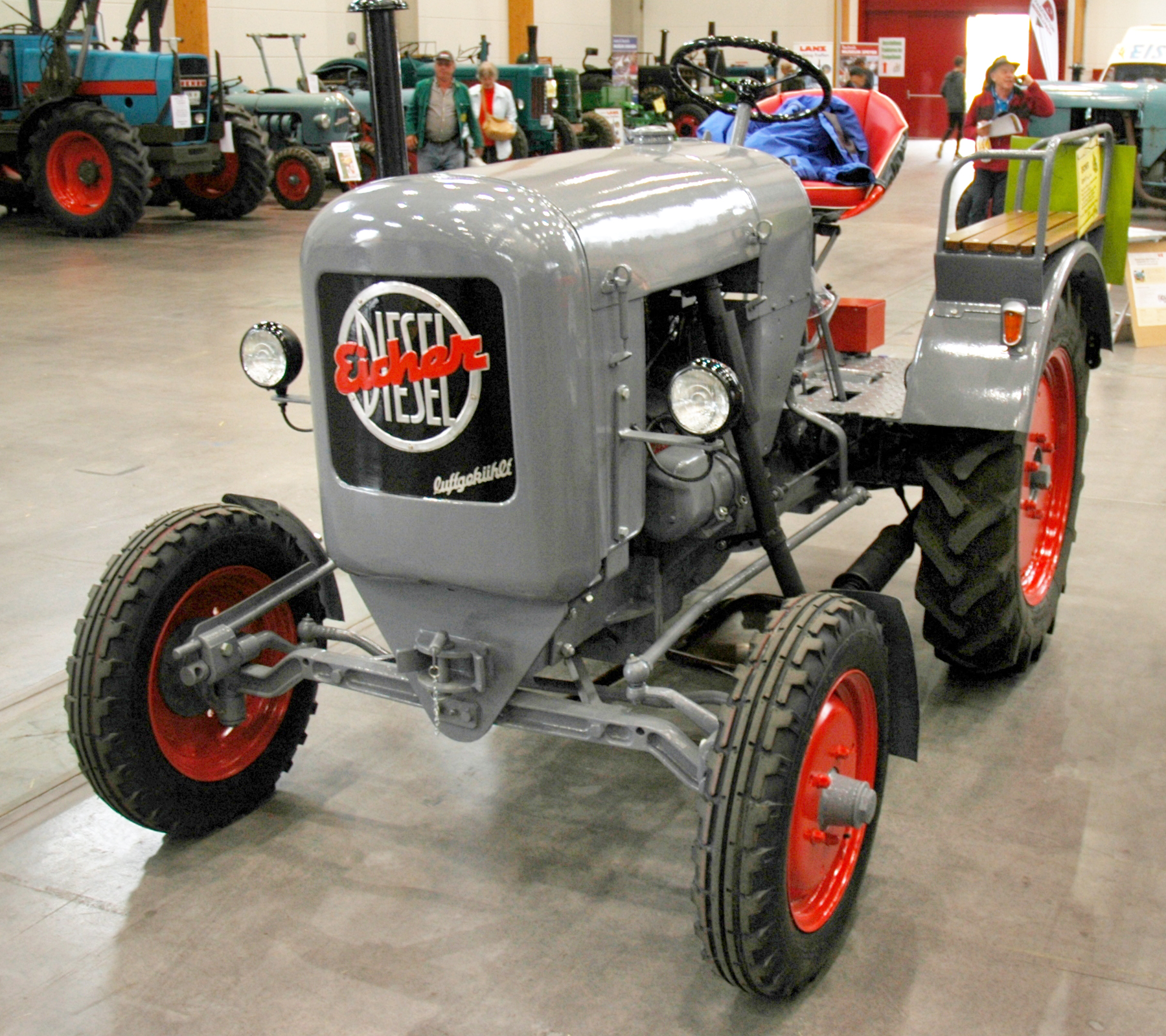
Eicher ED 16 (1952)

Nach dem Krieg wurde die Produktion der Vorkriegstraktoren wieder aufgenommen. 1948 konnte schließlich die erste Nachkriegsentwicklung vorgestellt werden, der Eicher ED 16/I. Eicher stattete den Traktor mit einem selbstentwickelten Motor, dem ED 1 aus. Der Einzylindermotor leistete 12 kW (16 PS). Der Typ Eicher ED 16/I war weltweit der erste Traktor mit luftgekühltem Dieselmotor, der nach dem Viertaktverfahren arbeitete. Stihl stellte zeitgleich einen Traktor mit luftgekühltem Zweitakt-Dieselmotor vor. Die luftgekühlten Motoren mit separatem Radialgebläse für jeden Zylinder sollten später ein Erkennungszeichen für Eicher Traktoren werden. In den folgenden Jahren wurde das Produktprogramm stark ausgebaut, mit den Modellen Eicher 30 (1949, mit Südbremse-Motor), Eicher 25/I (1950, mit wassergekühltem Deutz-Motor) und Eicher L 28 (1953, mit luftgekühltem Deutz-Motor). Der Namensbestandteil ED stand für Eicher Diesel. Auch die Produktion stieg ständig an. Während 1950 der 2000. Eicher-Traktor gebaut wurde, wurde 1953 bereits der 20.000. Eicher fertiggestellt.
Eicher erwarb am 1. Juli 1951 die Fahrzeug- und Maschinenbau GmbH (kurz: Famag) in Dingolfing. Dadurch konnte das Unternehmen in einer viel größeren Tiefe produzieren, denn mit Famag übernahm man auch eine eigene Gießerei. Die Anhängerproduktion von Famag wurde von Eicher vorerst weitergeführt. Die Brüder Eicher wollten neben der Schlepperproduktion zudem eine eigene Produktion für Landmaschinen aufziehen. Daraus entwickelte sich auch der Werbespruch von Eicher: „Für den Bauern ein sicheres Pfand: Schlepper und Geräte aus einer Hand“. Zum speziell auf die eigenen Schlepper abgestimmten Programm gehörten Pflüge, Erntemaschinen, Lader, Grubber, Eggen und Fräsen (Eicher-Rekord-Krümler).

#### Das Eicher-Rad
Als Höhepunkt dieser erfolgreichen Zeit gelang es Albert Eicher 1951 erstmals, mit einer ungewöhnlichen Aktion sowohl das Interesse des Fachpublikums als auch der breiten Öffentlichkeit auf sich zu ziehen. Das Eicher-Rad. Erstmals öffentlich gezeigt wurde das Eicher-Rad im Mai 1951 auf der DLG-Ausstellung in Köln. Der Erfolg war sensationell. Das Konzept des Eicher-Rads war ein Eicher EKL 15, der aus eigener Kraft in einem Looping seine Kreise drehte.
Für das Eicher-Rad werden zwei kreisförmig gebogene U-Schienen parallel aufgestellt, die eine Fahrbahn bildeten. In ihrem Inneren fährt ein Eicher-Schlepper herum, auf der Außenseite übernimmt ein mit dem Traktor verbundenes Gegenfahrwerk zwei Aufgaben: Einerseits verhindert es, dass der Schlepper im oberen Bereich des Fahrbahnringes herunterfällt, andererseits wird durch die starke Verspannung des Schleppers mit dem Gegenfahrwerk der nötige Anpressdruck erzeugt, damit die steilen Stellen links und rechts im Ring allein mit der Reibung zwischen Reifen und Fahrbahn bewältigt werden können. Am Schlepper waren einige Veränderungen erforderlich: Um zu verhindern, dass bei der Fahrt kopfüber die Batterie ausläuft, wurde auf diese verzichtet und der Motor von Hand angeworfen. Der Treibstofftank wurde unter Druck gesetzt, sodass auch bei Fahrt kopfüber der Motor mit Kraftstoff versorgt werden kann. Das Eicherrad ist erhalten und noch heute eine Attraktion auf Oldtimertreffen.

### 1952–1957

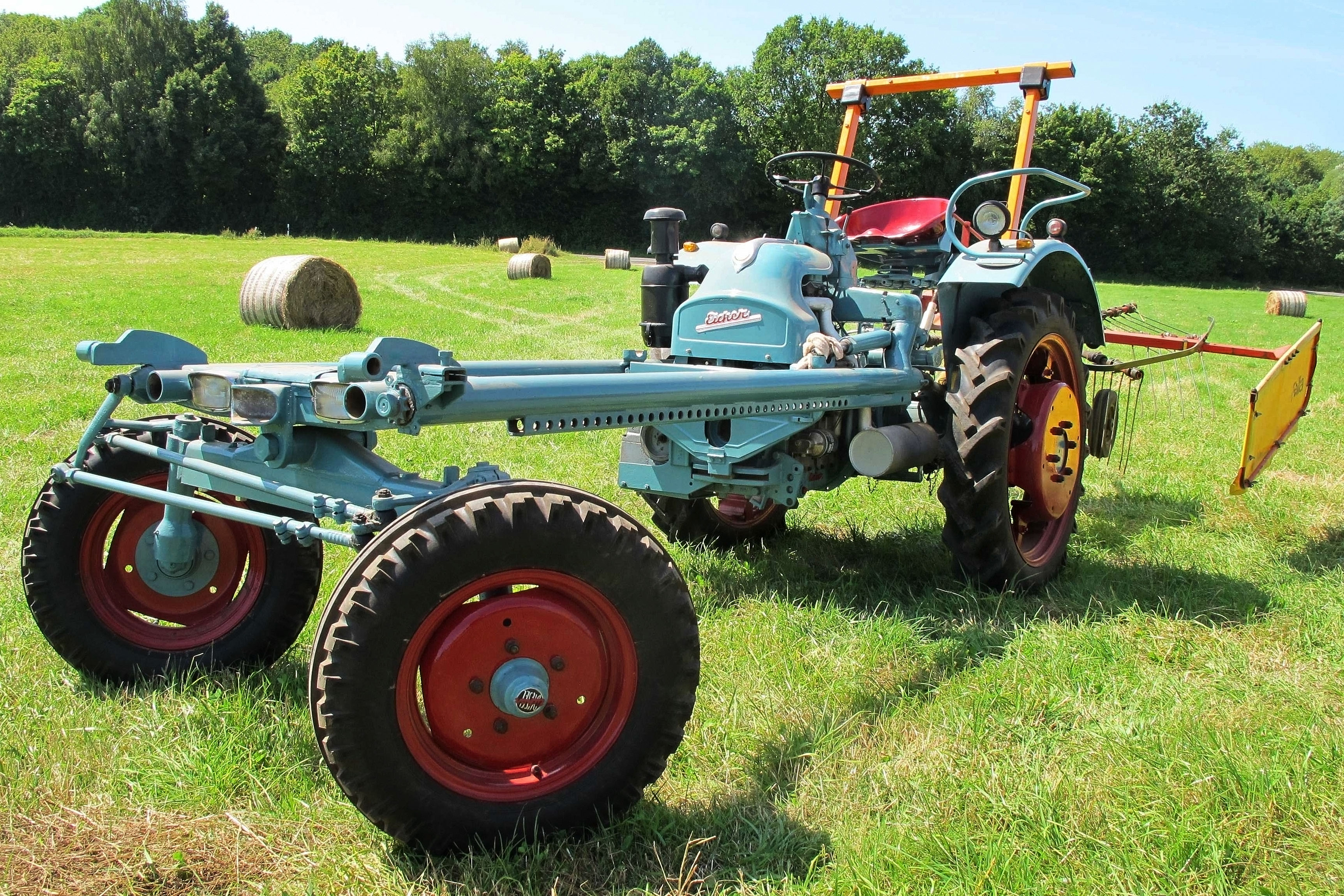
Geräteträger Eicher Kombi

1953 erhielten Josef und Albert Eicher das Bundesverdienstkreuz am Bande. 1956 wurde der kleinste Traktor der Eicher Unternehmensgeschichte vorgestellt, der EKL 11/2 mit Deutz-Motor F1 L 612 und 8 kW (11 PS). 1954 wurde mit dem 44,2 kW (60 PS) starken Eicher L 60 der bislang stärkste Eicher-Traktor vorgestellt.
1955 kam der erste eigene Mehrzylindermotor, der ED 2e, auf den Markt. Er leistete 22 kW (30 PS) und zusammen mit dem Getriebe ZF A 15 wurde er im Eicher ED 30 verbaut. 1957 kam mit dem ED 3d der erste Eicher-Dreizylindermotor auf den Markt. Er wurde zusammen mit dem Getriebe ZF A 24 als Eicher ED 50 mit 37 kW (50 PS) und mit dem ZF A 26 als 44 kW (60 PS) starker Eicher ED 60 verkauft.
Als Renk ein Getriebe anbot, das es ermöglichte, einen allradgetriebenen Traktor mit vier gleich großen Rädern zu bauen, baute Eicher die Modelle ED 22 Allrad und ED 30 Allrad. Der Wendekreis dieser Schlepper war sehr groß und dieser damit unhandlich. Da es zwischen der Vorder- und Hinterachse kein Längsdifferential gab, war er bei Straßenfahrten sehr unruhig. Zudem war der Allradantrieb permanent. Deshalb wurde der Schlepper bei Eicher auch als Spezialmaschine für den Einsatz in steilen Hanglagen oder im Wald verkauft.
Bereits im Jahr 1953 wurde bei Eicher der erste Geräteträger konstruiert. Er wurde aber erst ab 1955 in Serie gefertigt und erhielt den Namen G 19 Kombi. Er wurde auf Basis des EKL 15/II mit dem Hurth G 85 gebaut. 1956 wurde die Baureihe der Geräteträger um das Modell G 13 Muli mit einem 10 kW (13 PS) Hatz-Motor erweitert.

### 1958–1967

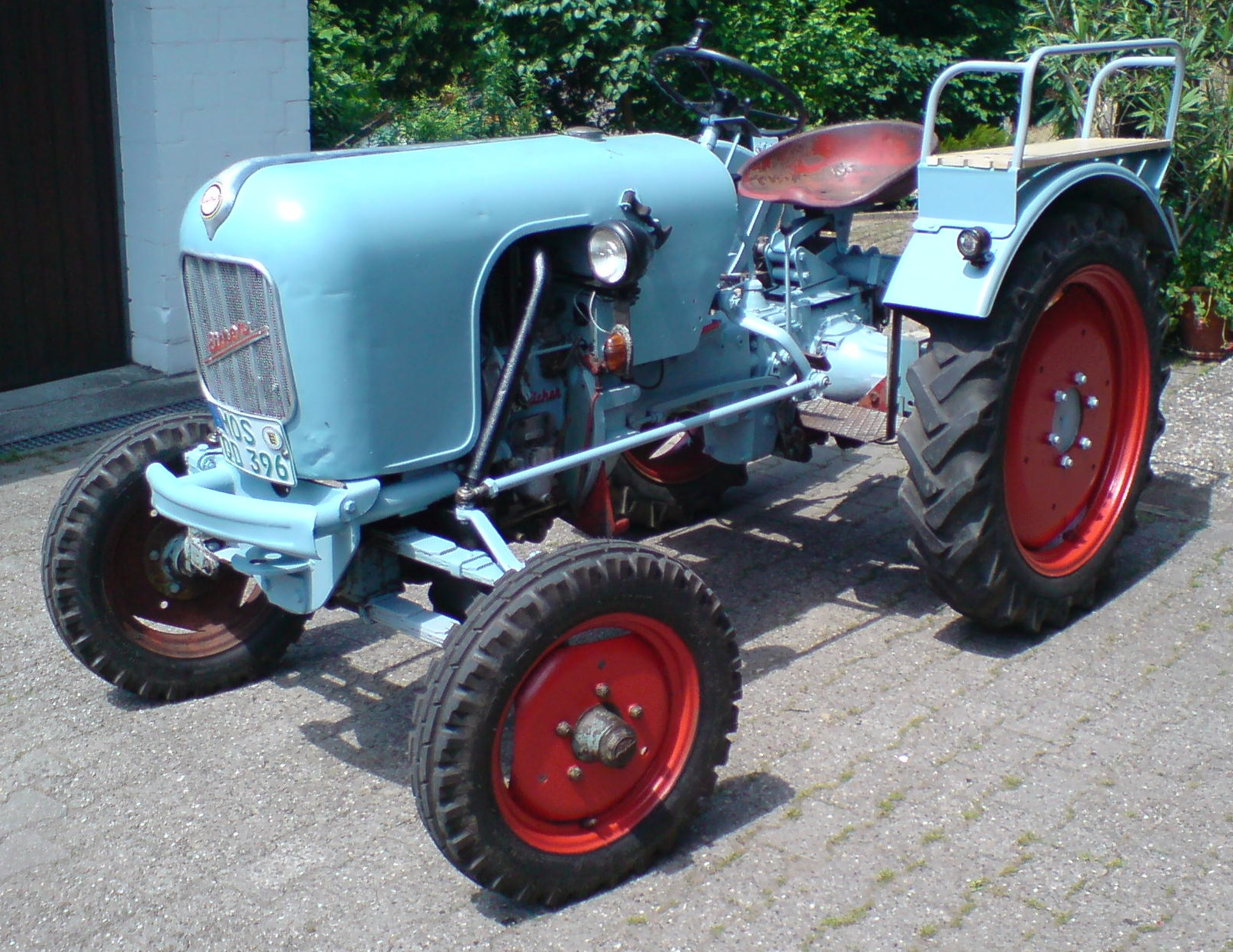
Eicher Leopard

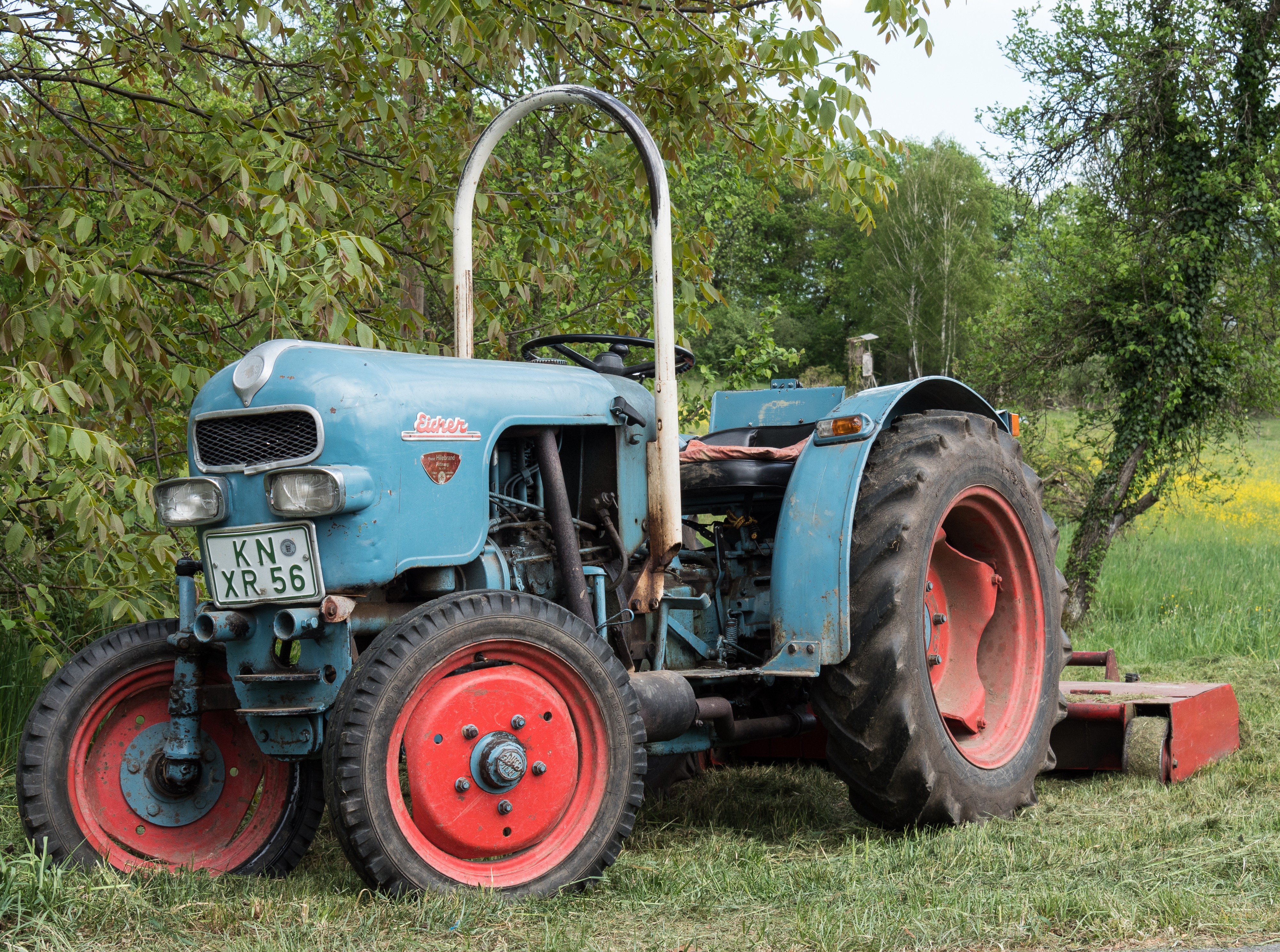
Eicher Puma Typ ES 202

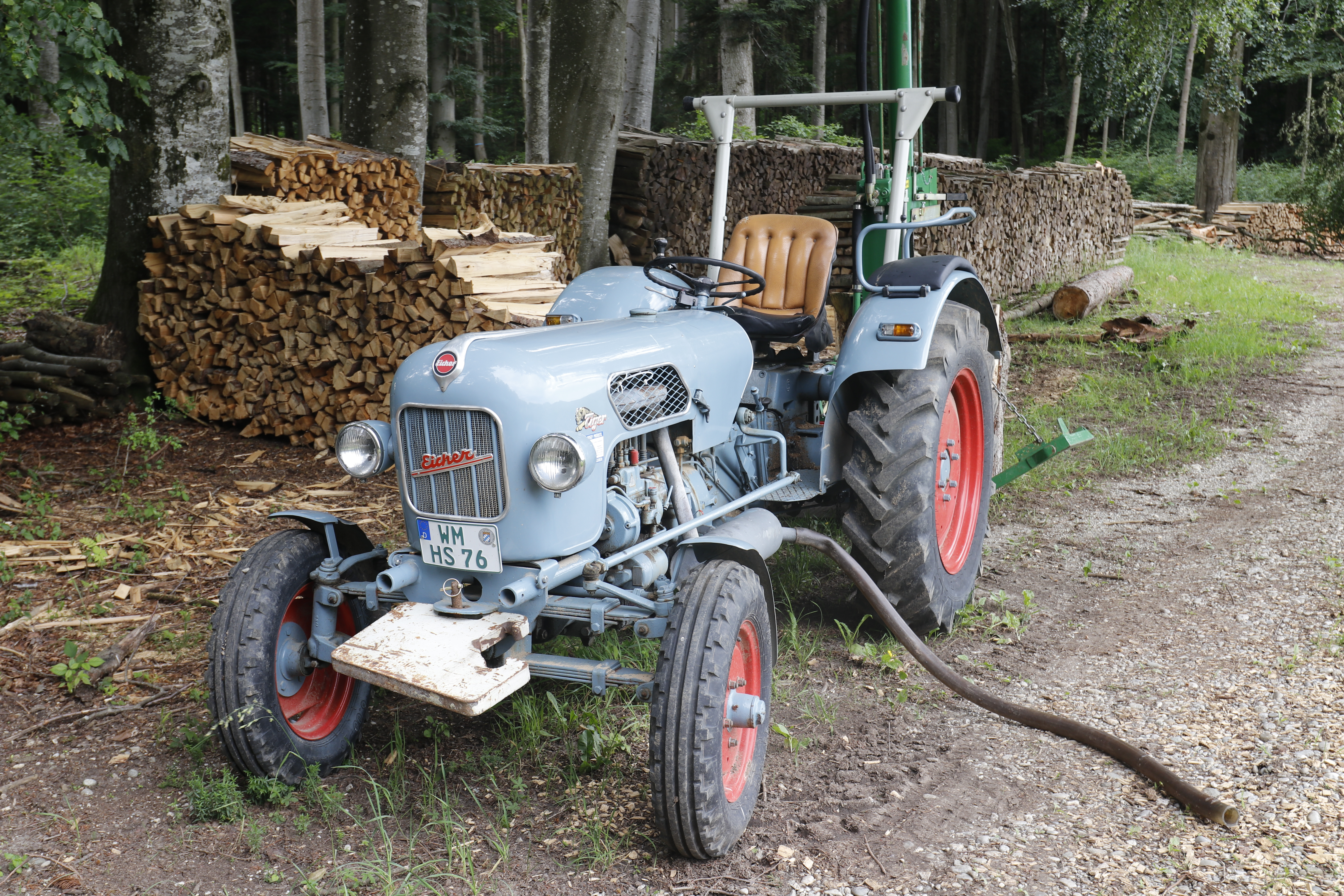
Eicher Tiger EM 235 mit Holzspalter

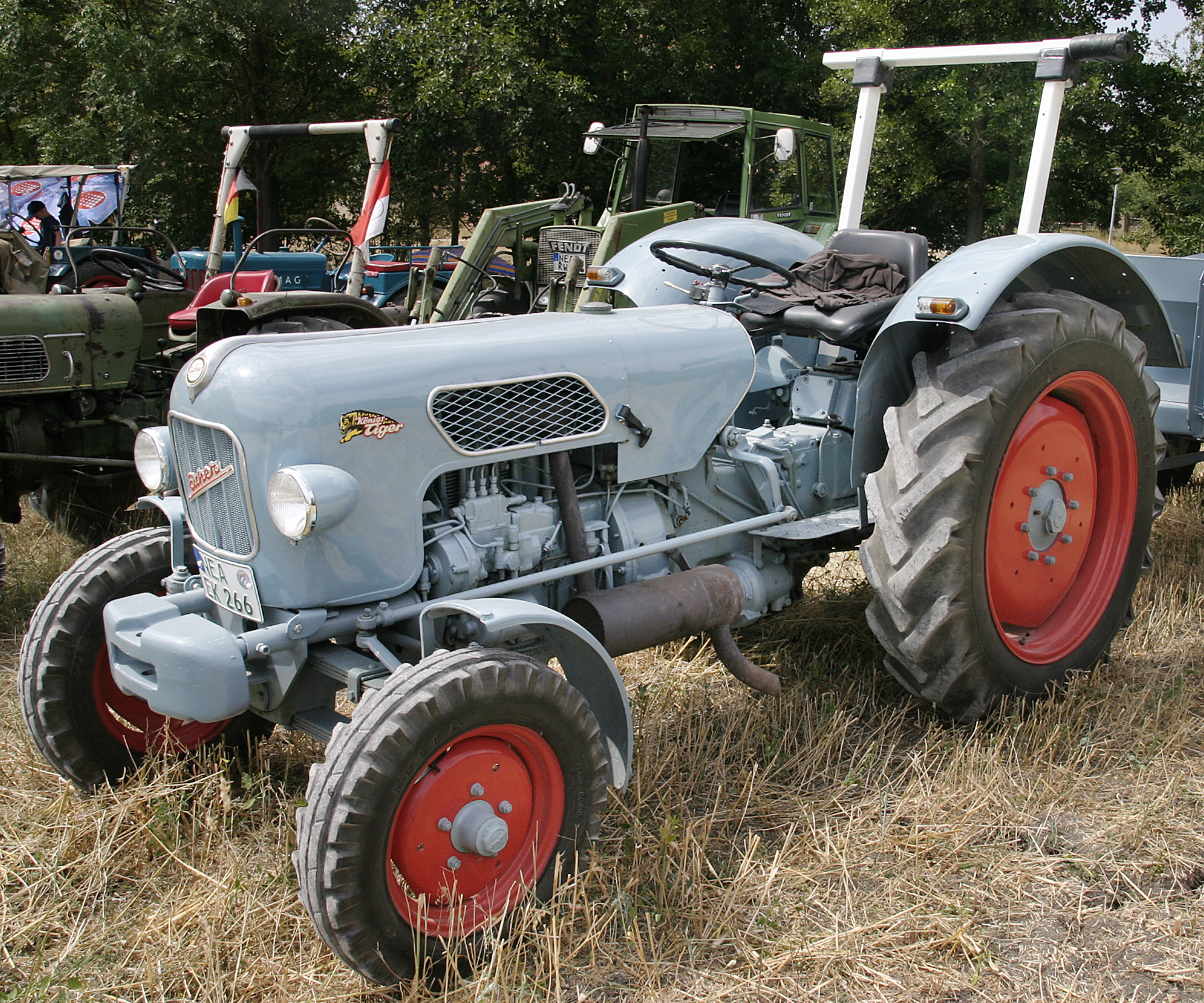
Eicher Königstiger EM 300

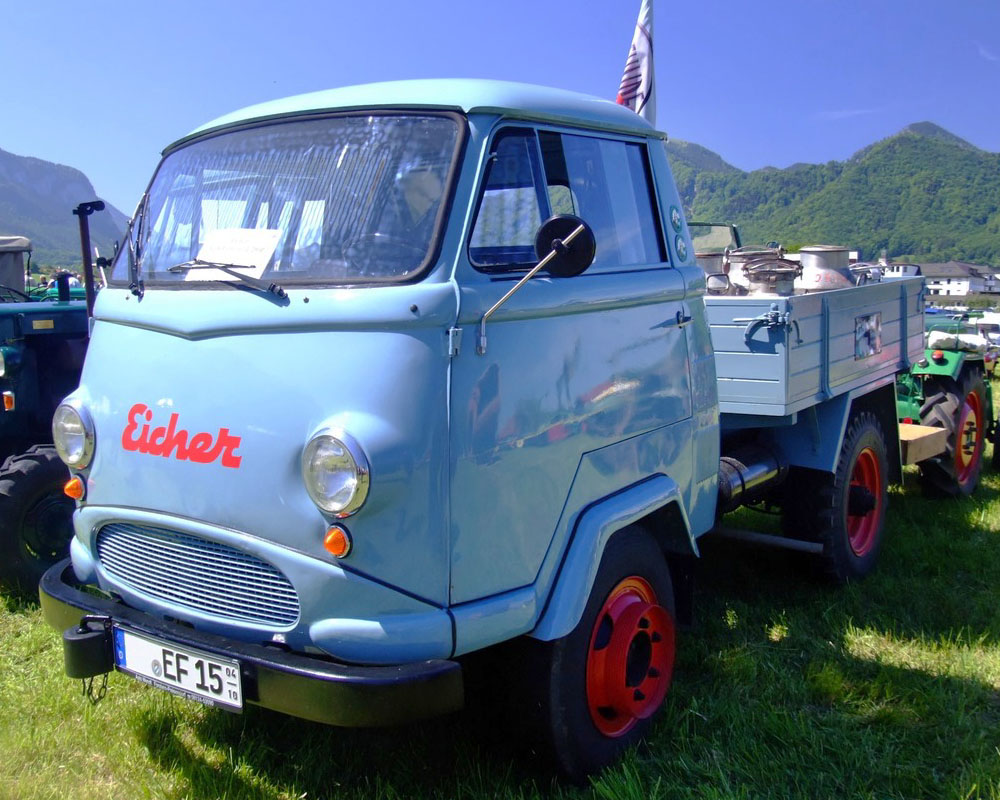
Eicher Farm-Express

Im Jahr 1958 überarbeitete Eicher fast die gesamte Produktpalette und brachte 1959 die komplett neue Raubtierserie auf den Markt, diese startete mit den Modellen Panther, Tiger, und Königstiger 1959 und wurde 1960 um den Leopard und den Mammut ergänzt. Mit der Raubtierserie begann bei Eicher auch die Produktion von Schmalspurschleppern. 1960 wurde der Puma eingeführt.
Mit dem indischen Importeur Goodearth zusammen gründete Eicher 1959 ein Gemeinschaftsunternehmen, um in Indien Eicher-Traktoren zu fertigen, daraus ging der Fahrzeughersteller Eicher Motors hervor.
1962 wurde die Raubtierserie überarbeitet und nach oben ausgebaut. Optisch auffälligste Veränderung ist, dass die Scheinwerfer direkt an der Motorhaube befestigt wurden.
Die zweite Neuerung kam mit der Allradversion EA 600 des Mammut II und 1963 folgte der Königstiger Allrad EA 400. Speziell für den Transport auf der Straße entwickelte Eicher in den kommenden Jahren einen kleinen LKW, den Farm-Express, dieser wurde erstmals 1962 auf der DLG-Ausstellung in München präsentiert. Nachfolger des Farm-Express war der transexpress. Dieser wurde ab 1966 auch für Magirus-Deutz als 70 D 6 F gebaut.
Große Aufmerksamkeit erregte 1964 ein völlig neuartiger Pflugroboter, der Agrirobot. Dieser Pflug war in der Lage, vollkommen ohne menschliche Überwachung Felder alleine umzupflügen. Die Idee war, zuerst an beiden Seiten des Feldes eine Querfurche anzubringen. Danach sollte der Agrirobot das ganze Feld automatisch und störungsfrei pflügen. Angetrieben wurde dieser automatische Pflug von dem Eicher-Motor EDK 3 mit 29,4 kW (40 PS). Gesteuert wurde das Gefährt durch Taster an beiden Enden. Diese stellten sicher, dass der Pflug immer in der Furche lief und am Rand des Ackers die Richtung wechselte. Um das Konzept nachhaltig weiterzuentwickeln, fehlten Eicher die finanziellen Mittel.
1966 wurde die Geräteträgerserie durch die neuen Modelle Unisuper mit Leistungen von 18,4 kW (25 PS), 22 kW (30 PS) und 29,4 kW (40 PS) ersetzt. Schon ab 1963 experimentierte Eicher mit einem stufenlosen hydrostatischen Fahrantrieb für Traktoren, dieser wurde 1966 im Mammut der 3000er Reihe auf den Markt gebracht. Dennoch blieb hier der Werbeeffekt bedeutender als der kommerzielle Erfolg, von allen Versionen des hydrostatisch angetriebenen Schleppers (inkl. der Nachfolgetypen 3019/3020) wurden in den nächsten fünf Jahren nicht einmal 100 Stück verkauft.

### 1968–1969

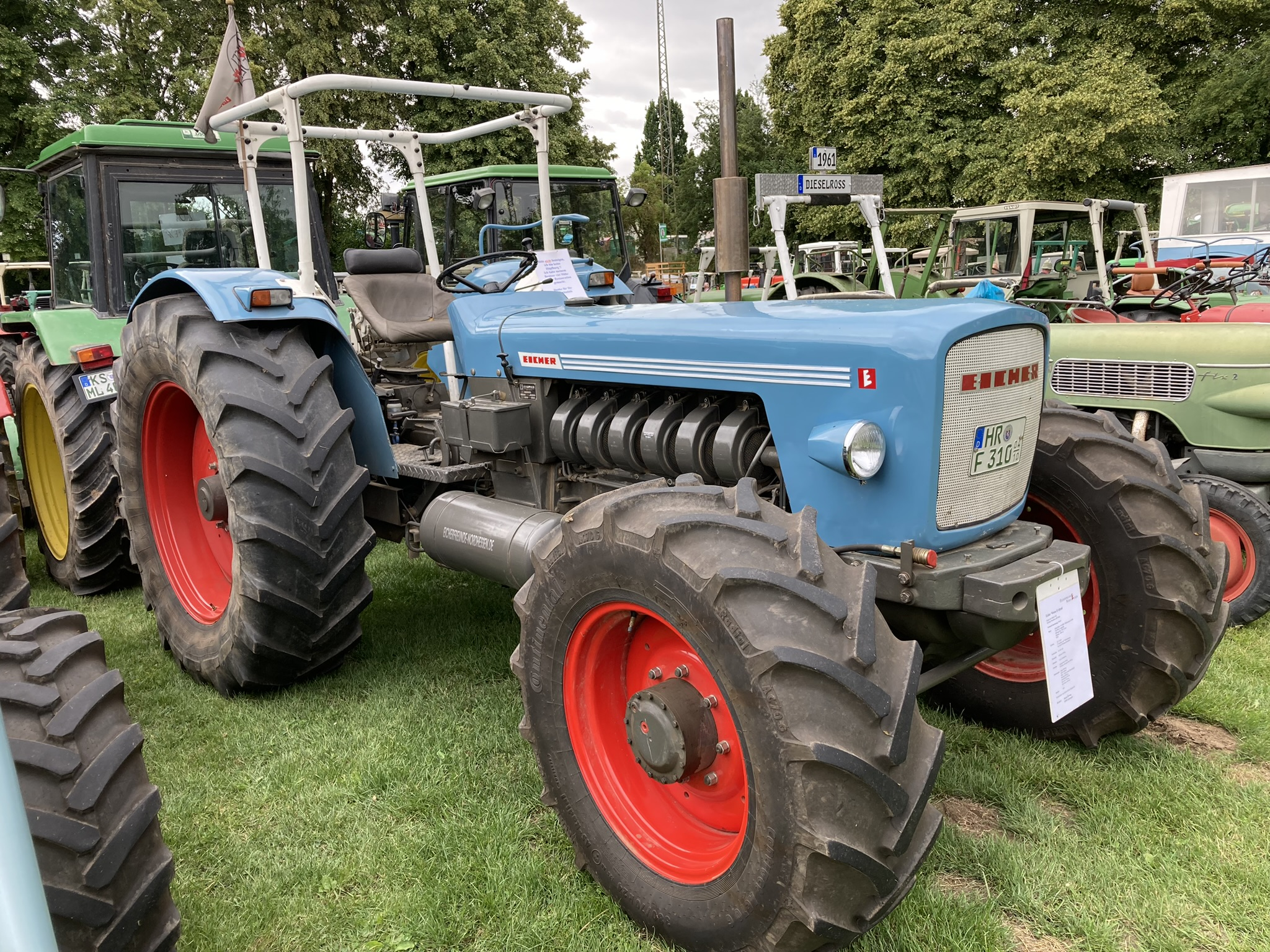
Eicher Wotan II

Im Jahr 1968 erneuerte Eicher die Standardtraktoren. Mit Hilfe des Designers Ernest Igl wurde das äußere Erscheinungsbild bei Beibehaltung der grundlegenden Technik neu gestaltet, die Benennung nach Raubtiernamen wurde beibehalten. Eine neue Vorderachse mit Einzelradfederung und gegossenem Vorderachsbock wurde eingeführt. Aus ergonomischen Gesichtspunkten und wegen der ansprechenden Form wurde eine Seitenschaltung eingebaut. Auch eine Duplokupplung wurde wieder gebaut, allerdings hatte diese ein anderes Funktionsschema als die erste.
Die 3000er Reihe wurde durch den Eicher Wotan ergänzt, den ersten Schlepper mit 6-Zylinder-Motor aus dem Hause Eicher, der von 1968 bis 1976 gebaut wurde. Den Allradtraktor gab es als Wotan I mit 80 PS und als Wotan II mit 95 PS.
1966 übernahm BMW die Hans Glas GmbH, die neben den bekannten Kleinwagen (Goggomobil, Isar) und neueren Pkw (Glas 1700, GT, Glas V8) auch Landmaschinen unter der Marke Isaria baute. Die Landmaschinensparte, das Ursprungsgeschäft von Glas, mit dem zugehörigen Werk in Pilsting wurde 1968 von BMW an Eicher verkauft. Eicher baute die Landmaschinen unter eigenem Namen in Pilsting.

### 1970–1980
Als ZF Friedrichshafen 1969 ankündigte, die Schleppertriebwerke der Baureihe A 200 einzustellen, musste Eicher sich sehr schnell einen anderen Lieferanten für diesen Hauptbestandteil seiner Traktoren unter 80 PS suchen. Verhandlungen mit Renault und Deutz scheiterten. Aber 1970 konnte mit Massey Ferguson ein Vertrag geschlossen werden. Eicher baute künftig auch Schmalspurschlepper unter der Marke Massey Ferguson. Massey Ferguson beteiligte sich mit 30 % an Eicher, die in eine GmbH umfirmierte. Anfang der 1970er Jahre wurde das Werk Forstern Süd an Krauss-Maffei verkauft und die Produktion in einem neuen Werk in Landau an der Isar und dem alten Werk Forstern Nord gebündelt. Massey Ferguson war zwischenzeitlich mit 49,7 % beteiligt. Die neue Baureihe 74 wurde nun mit wassergekühlten Dieselmotoren von Perkins ausgestattet, Perkins war damals auch ein Tochterunternehmen von Massey Ferguson. Lediglich die Schmalspurschlepper und die 6-Zylinder-Modelle wurden weiterhin mit Eicher-Motoren produziert. Diese Modelle wurden auch mit MF-Blechkleid als MF-Schlepper angeboten, die Sechszylinder nur im Ausland. Massey Ferguson hielt ab 1973 auch die Mehrheitsbeteiligung am Unternehmen Eicher.

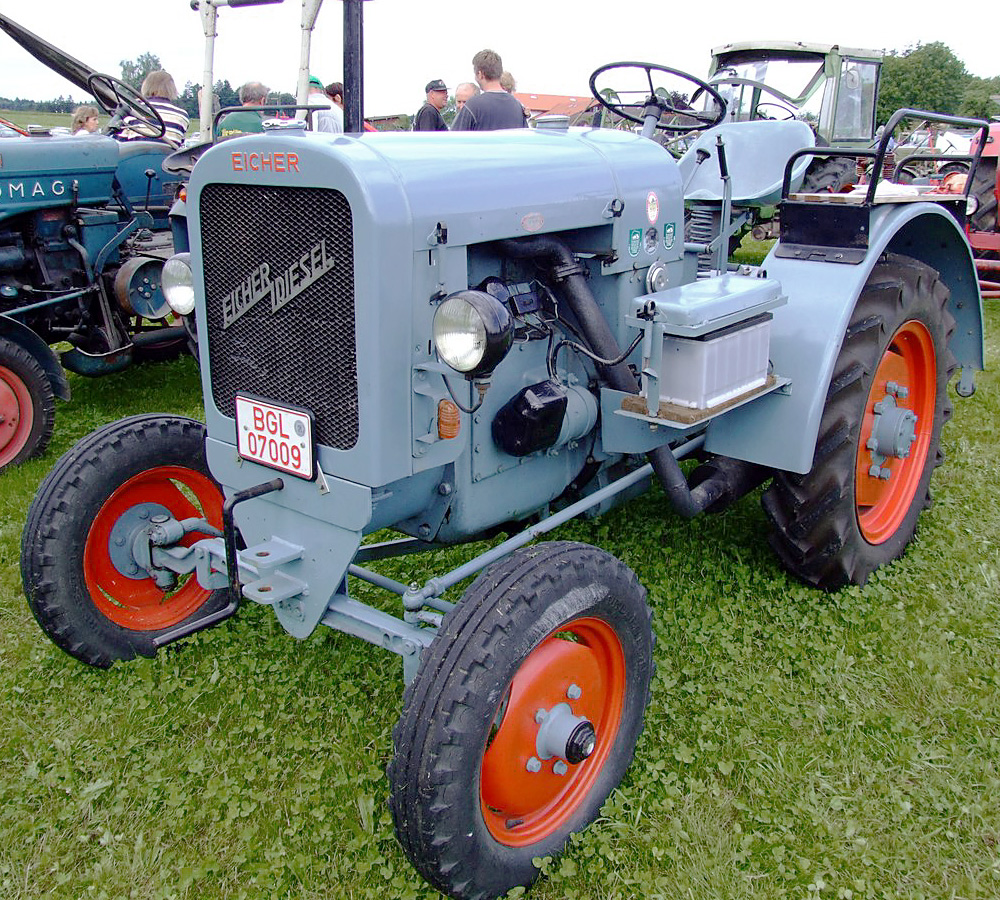
Eicher E 22/1 (1949)
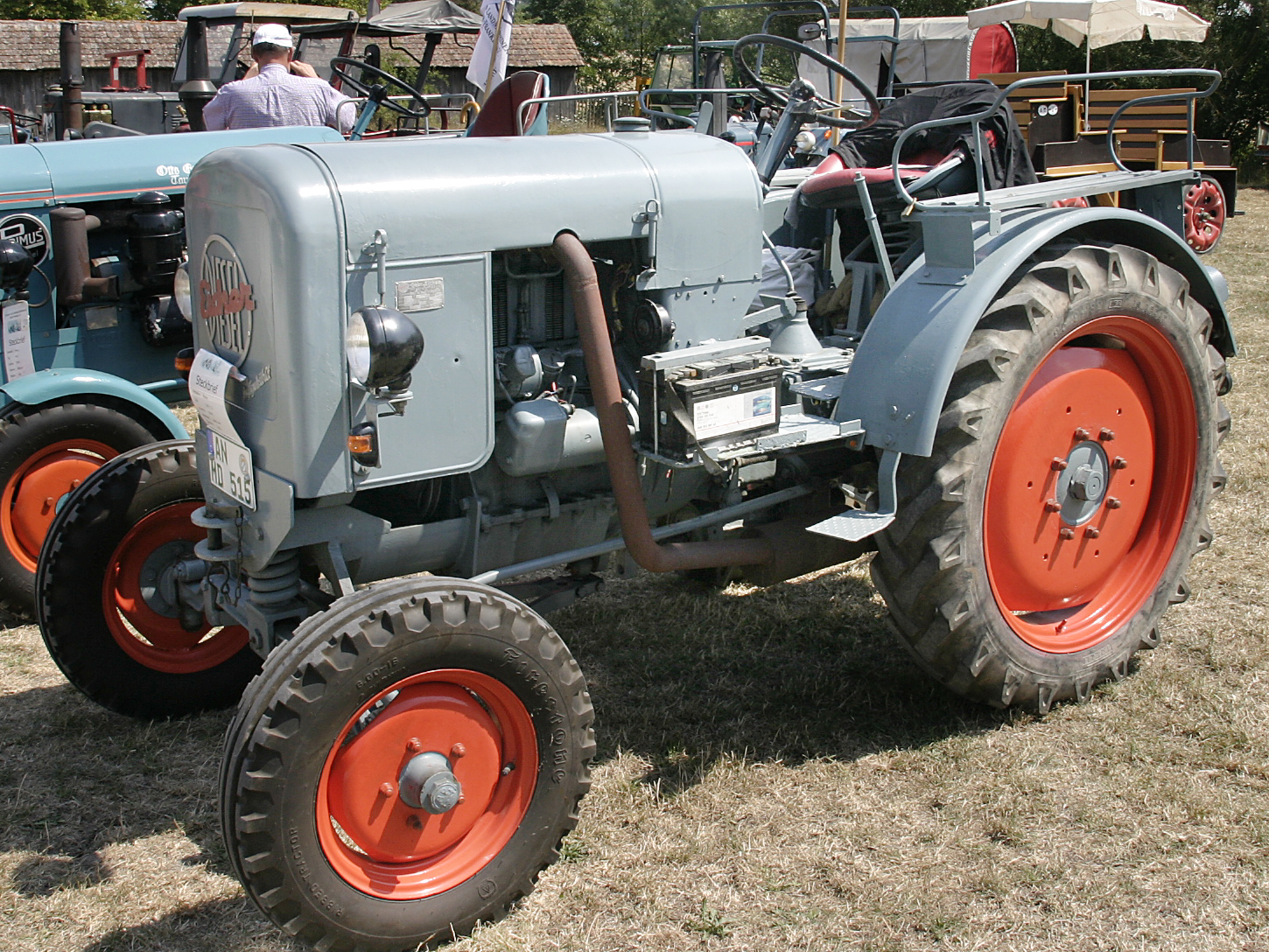
Eicher L 28 (1951)
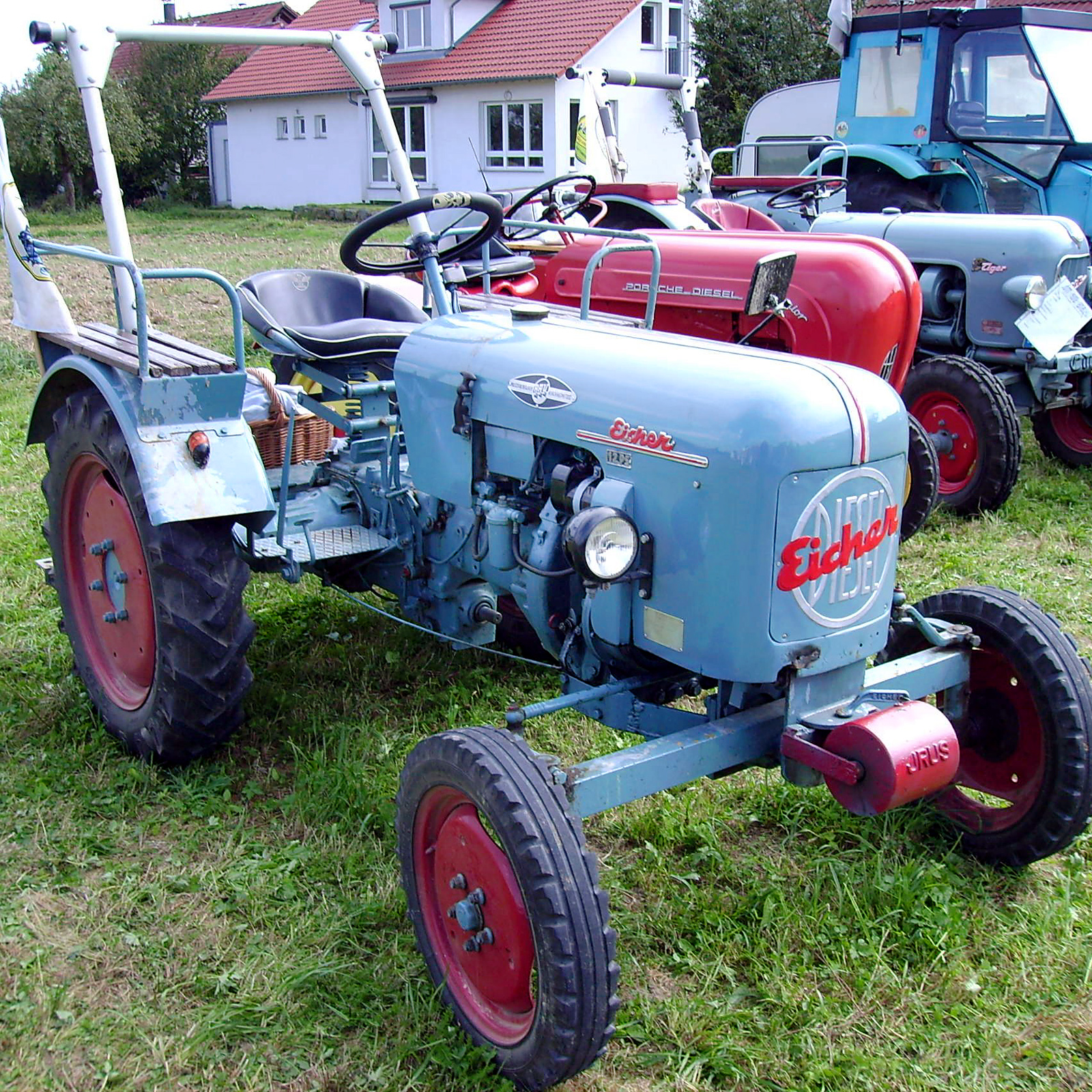
Eicher LH 12 (1956)
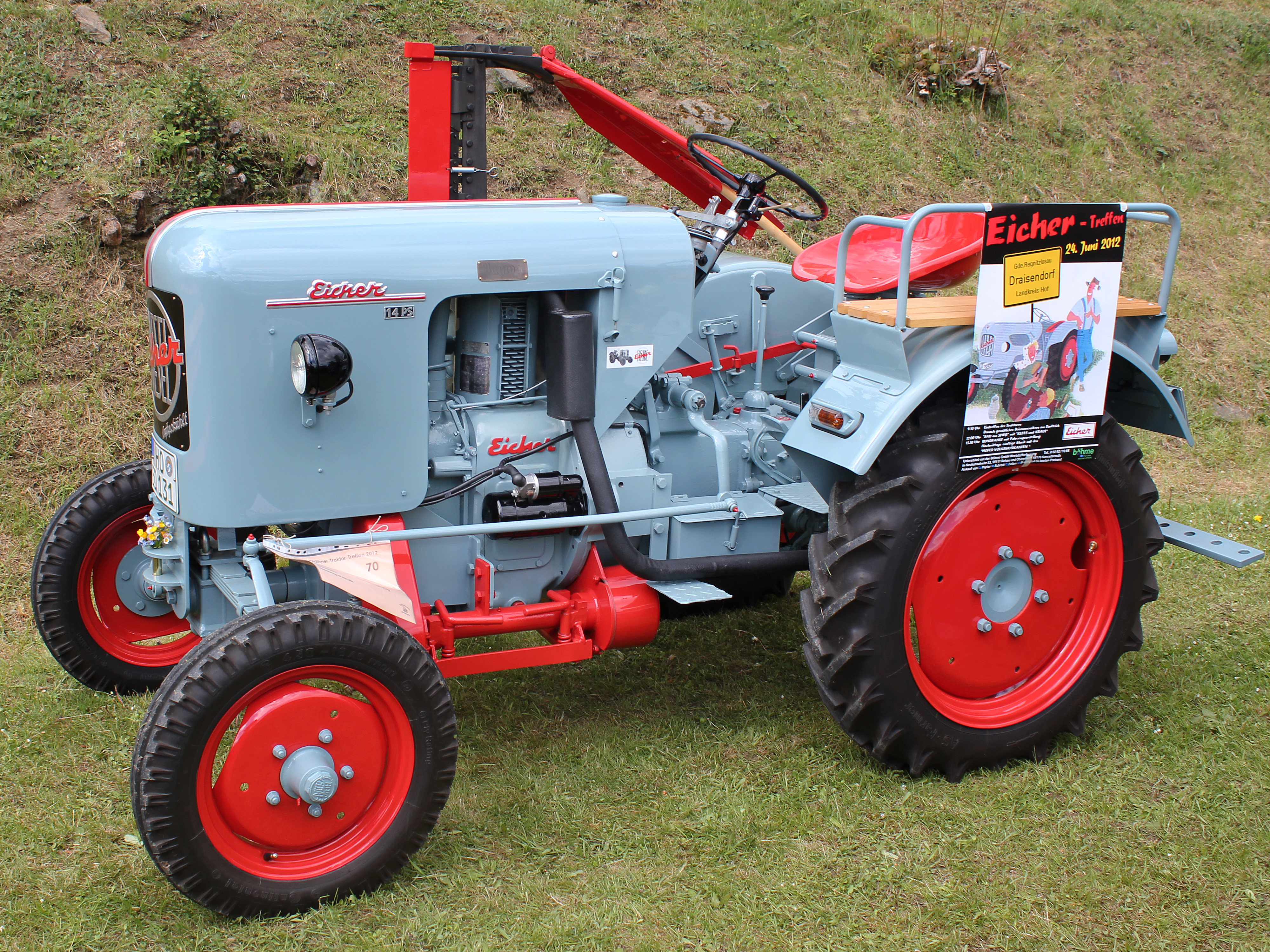
Eicher ED 13 (1959)
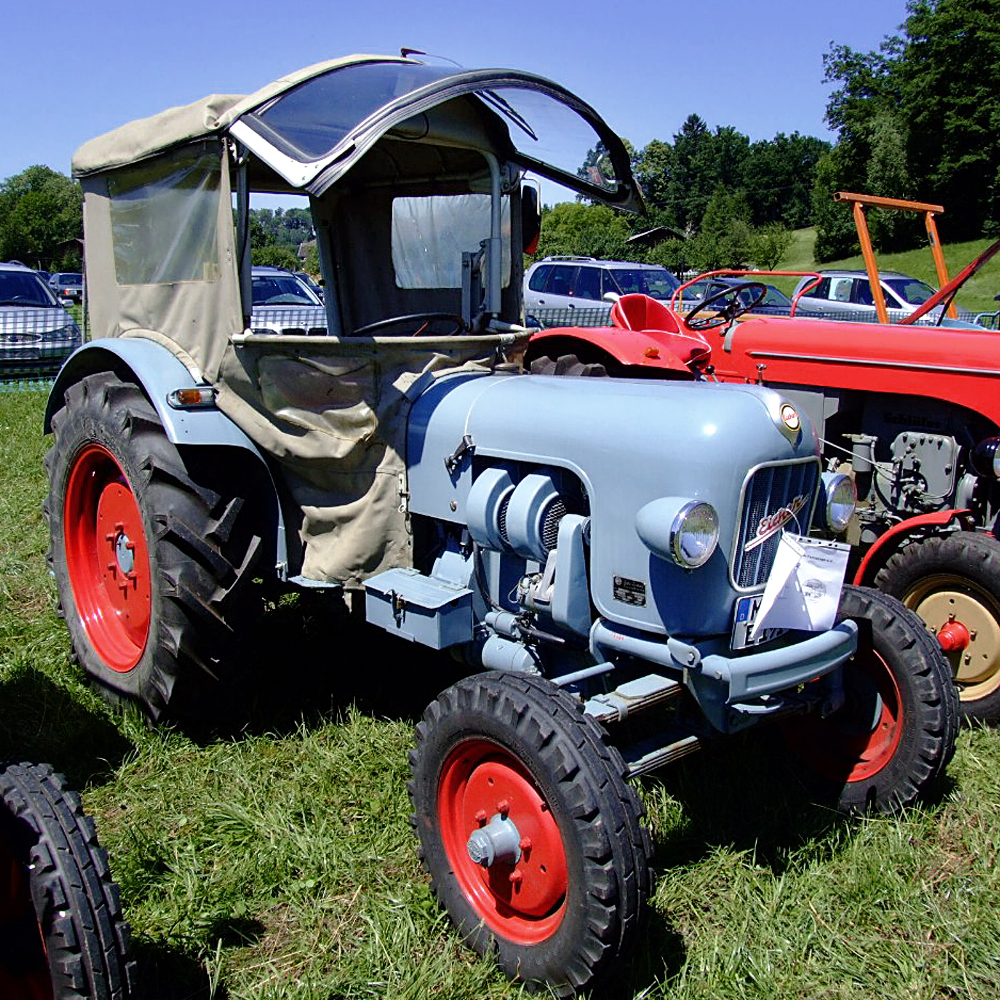
Eicher EM 200/2 Tiger (1963)
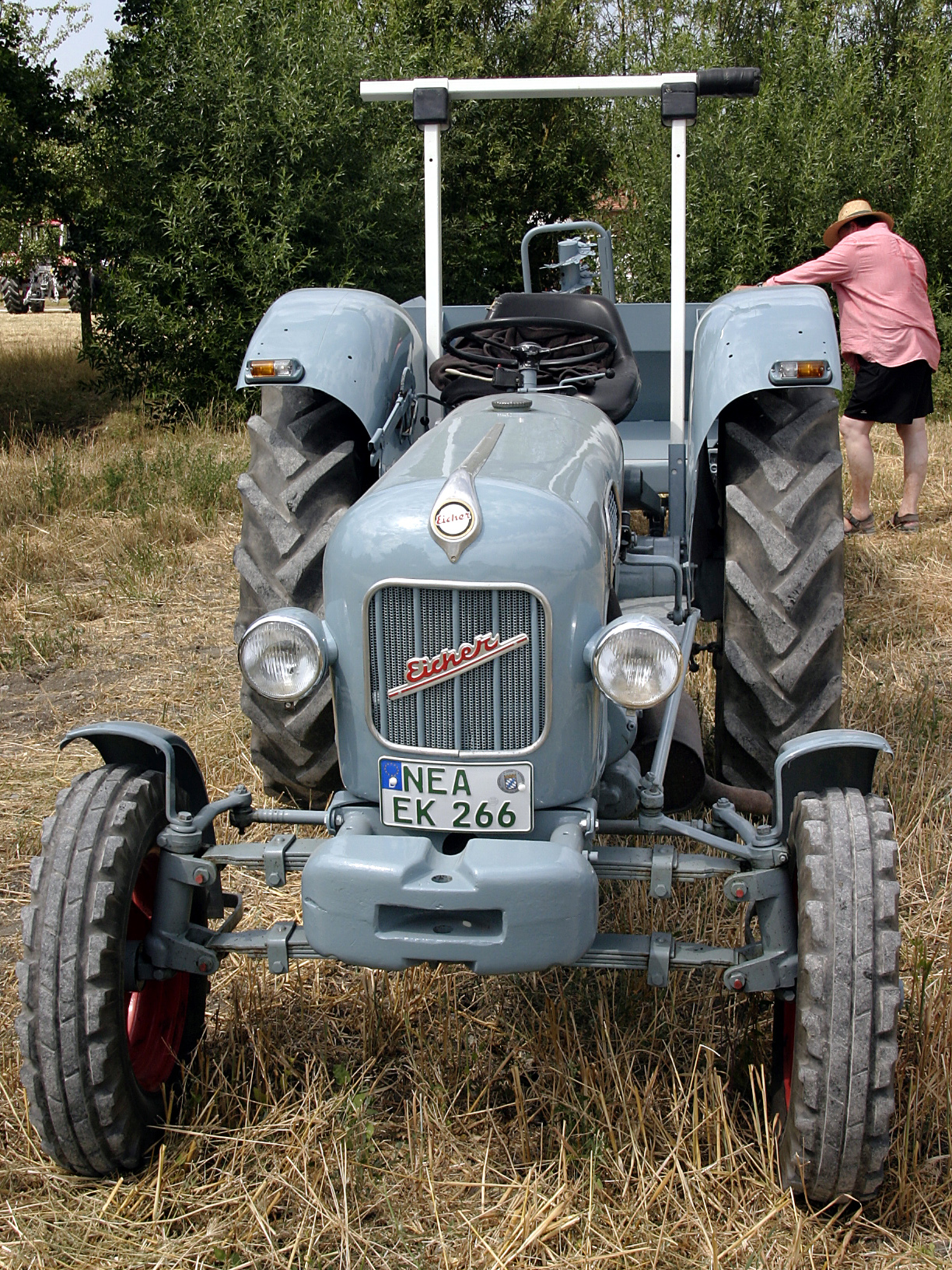
Eicher EM 300 Königstiger (1959–1968)
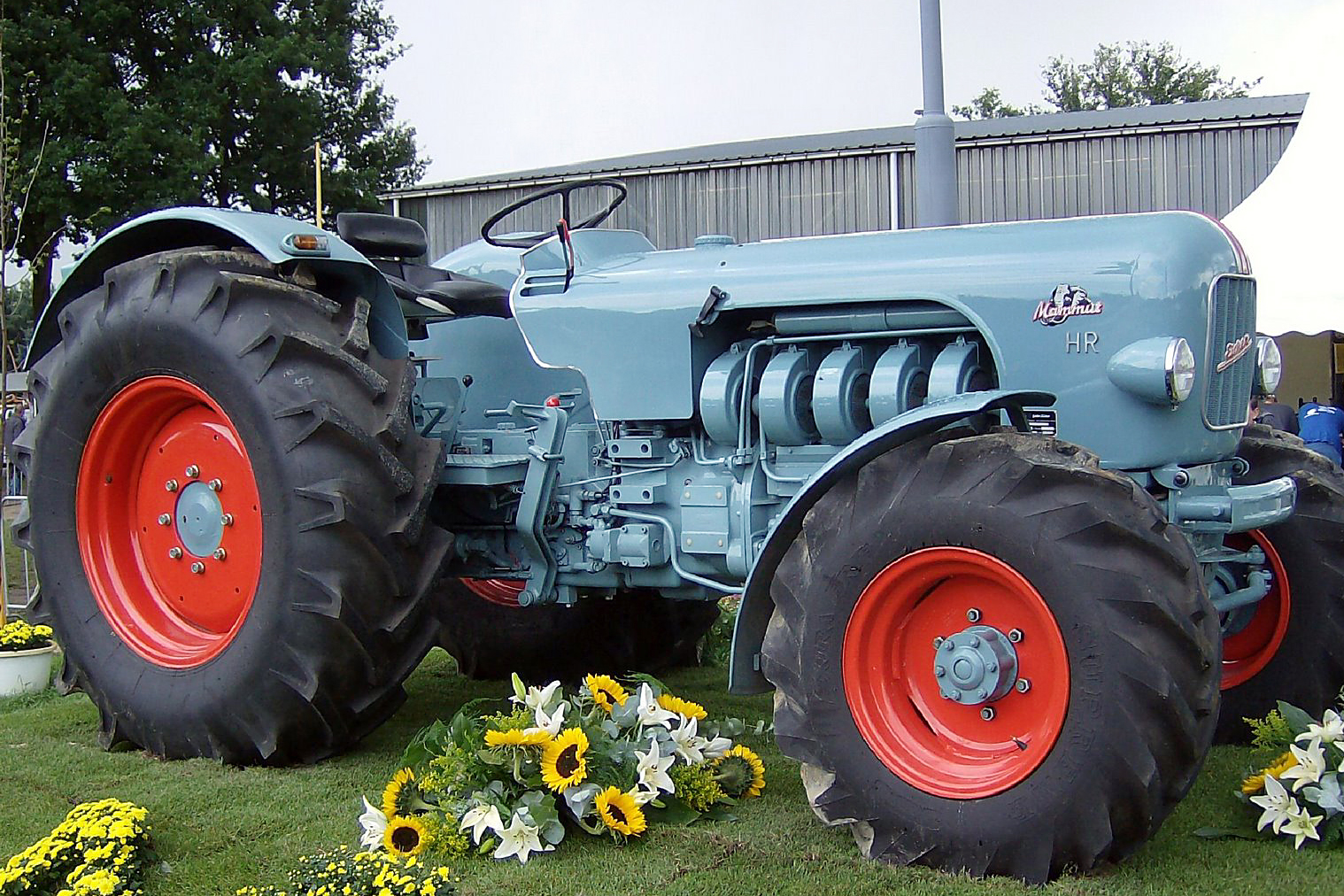
Eicher 3002 Mammut HR A mit Hydrostatischem Getriebe (1966)
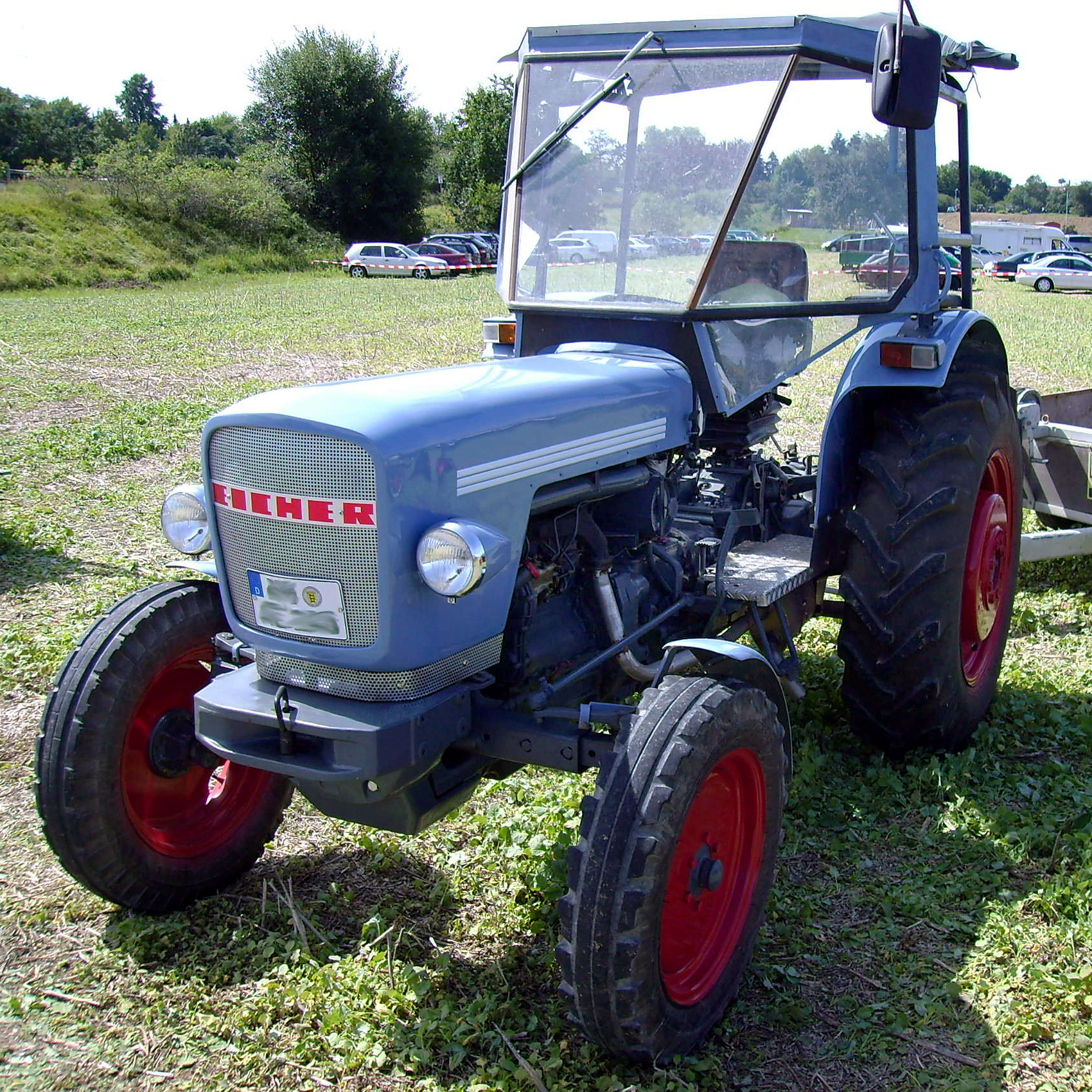
Eicher 3353 Mammut 74 (1975)
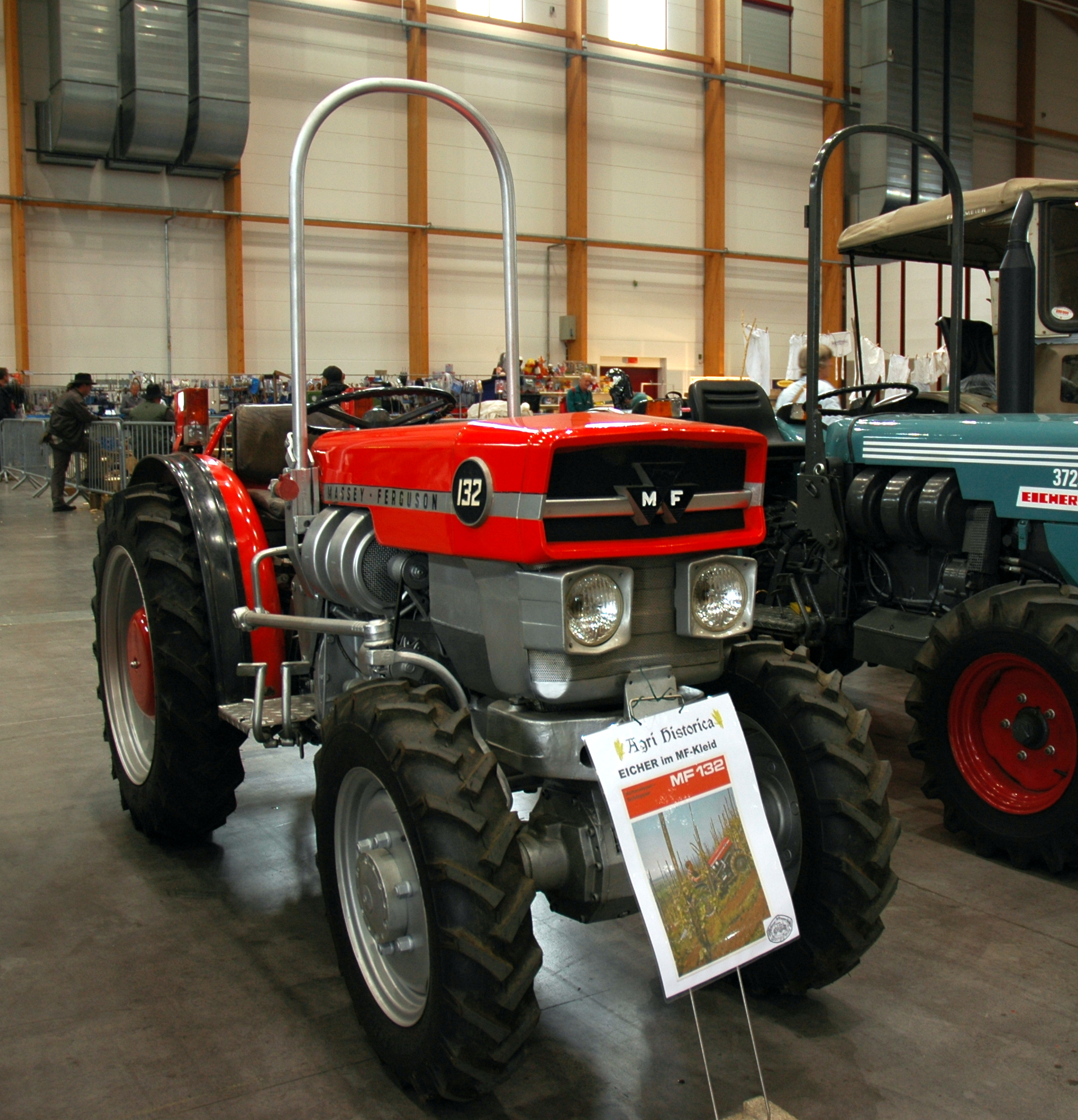
Von Eicher gebauter Massey Ferguson F 132 (Eicher 3706)
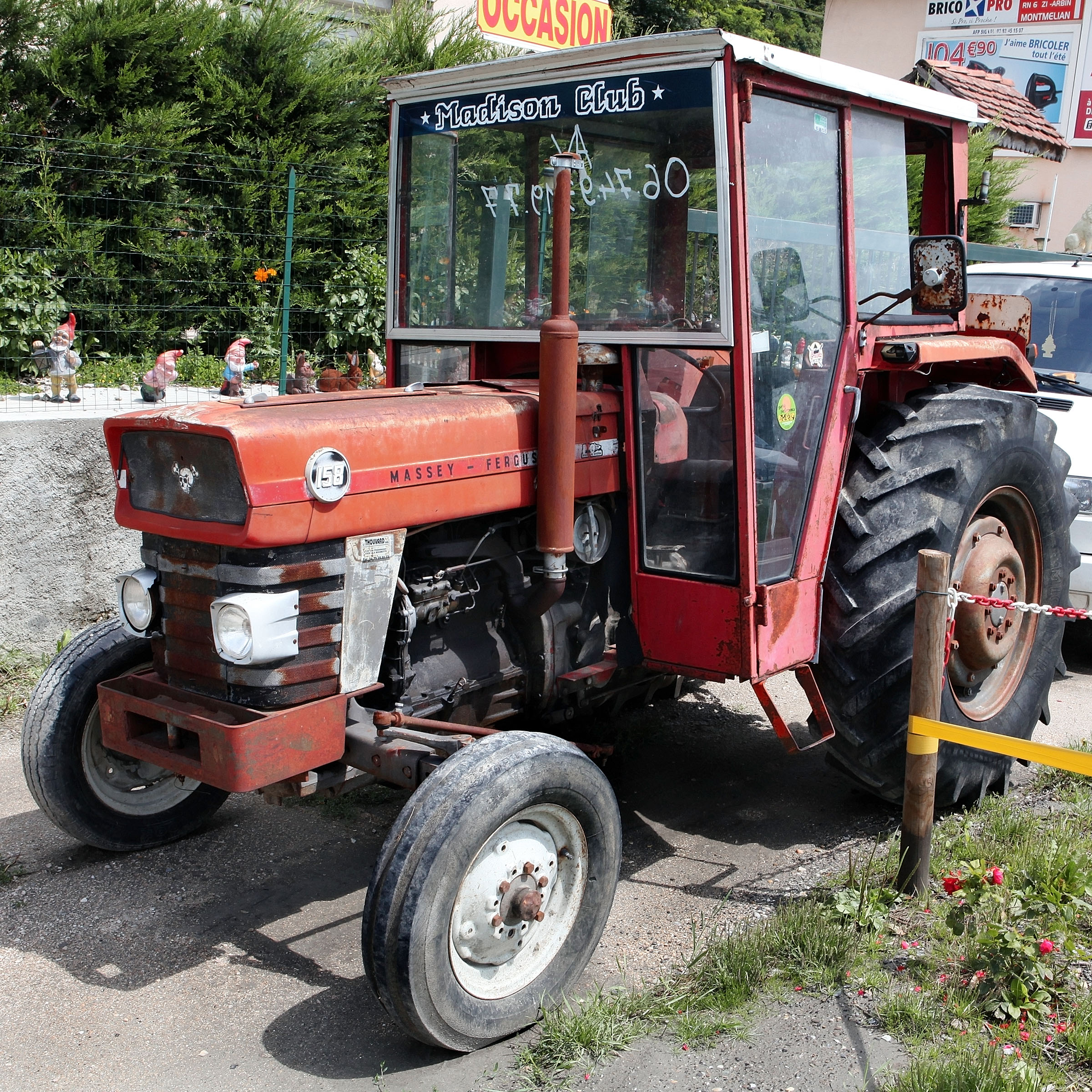
Zum Mammut 74 technisch baugleicher Massey Ferguson MF 158 (1972–1976)
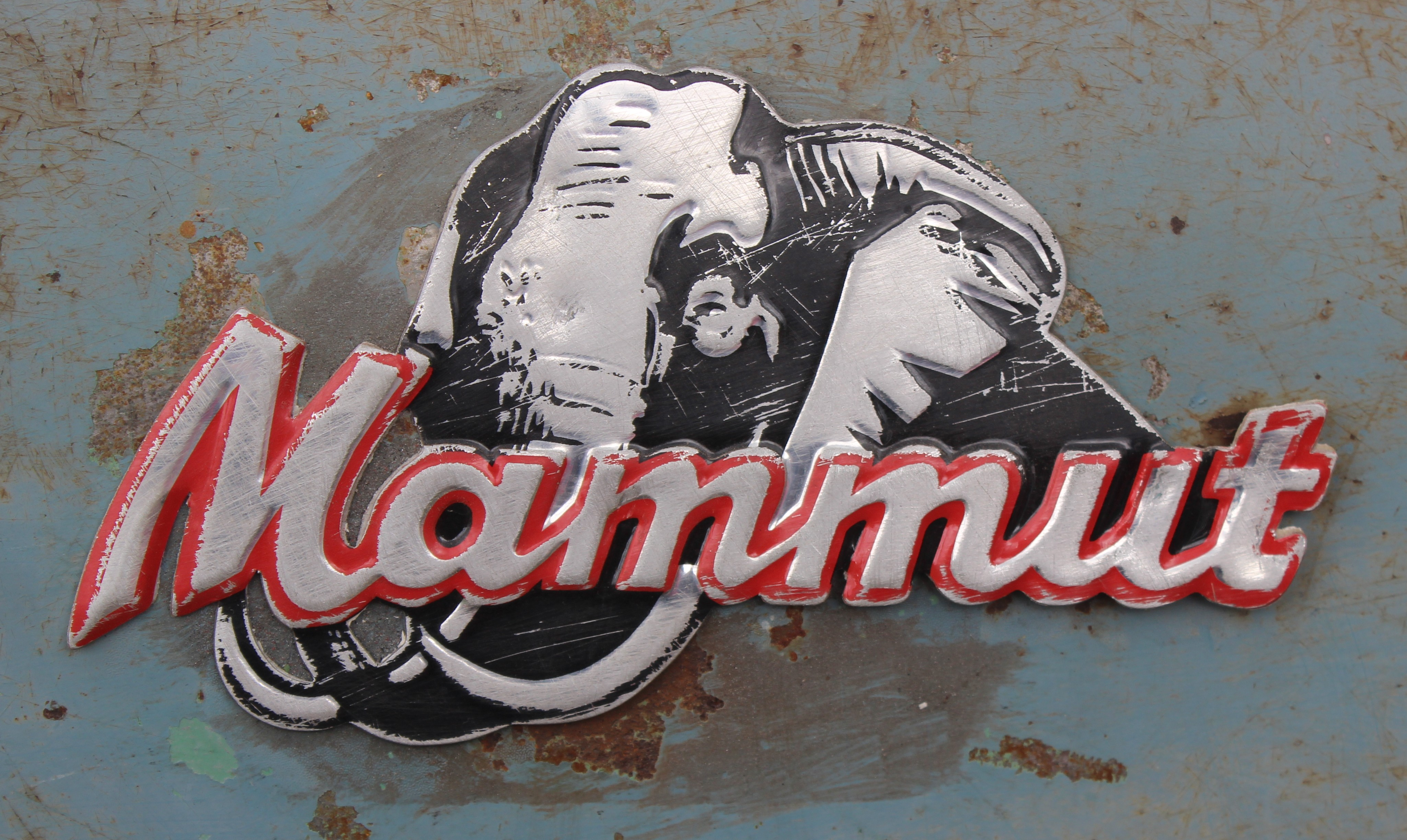
Eicher Mammut Logo, seitlich an der Motorhaube angebracht

### 1982–1989

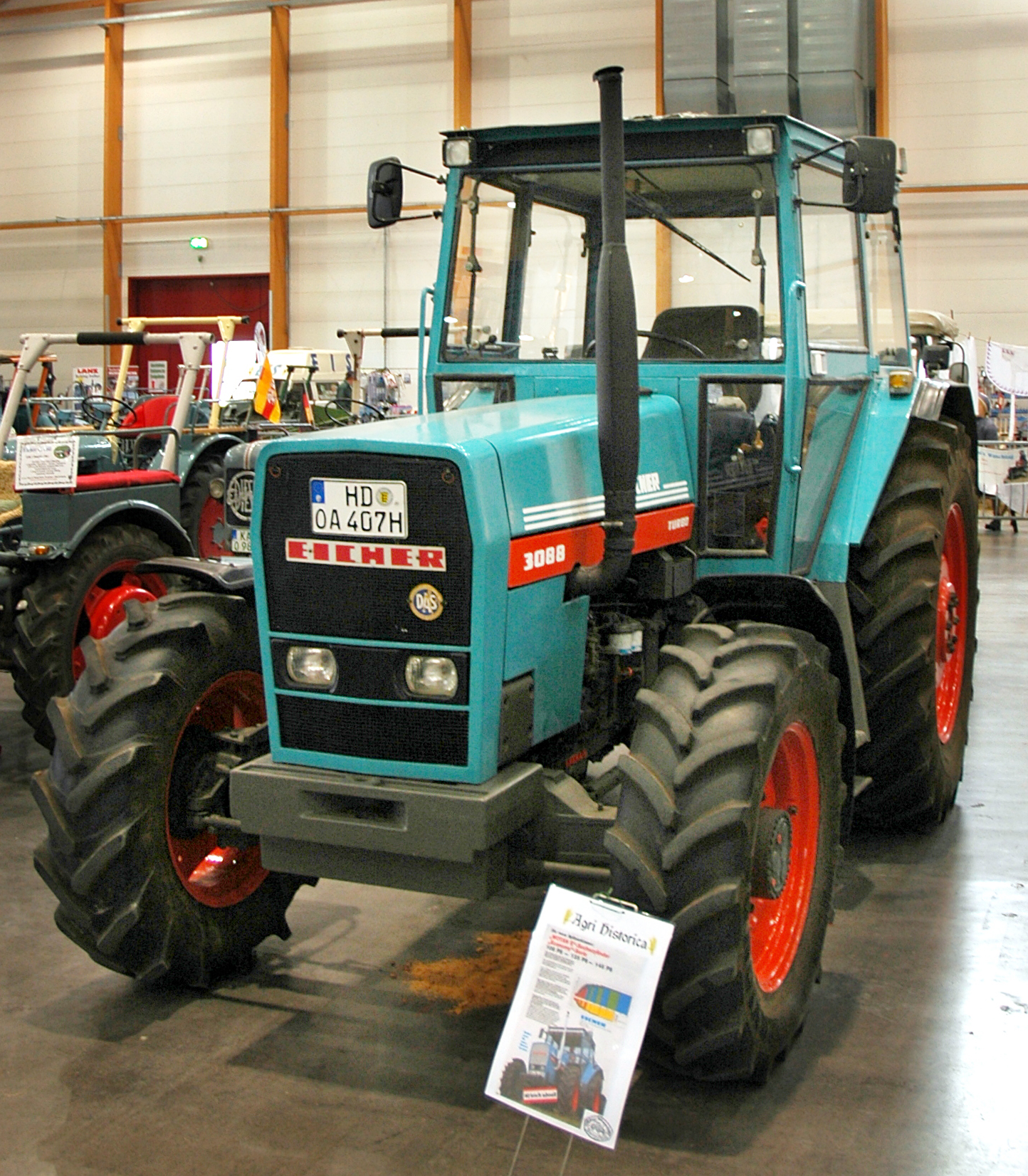
Eicher 3088

1982 verkaufte Massey Ferguson seine Anteile an Eicher an den indischen Lizenznehmer Eicher Goodearth. Eicher selbst war mit 23,7 % an Eicher Goodearth beteiligt. Im selben Jahr wurde die neue Baureihe Eicher Economy vorgestellt. Nun hatten die Traktoren wieder luftgekühlte Eicher-Motoren. Der wirtschaftliche Erfolg blieb aber aus.
Ein letztes Mal sorgte Eicher auf der Agritechnica 1989 für Aufsehen, als ein 108 PS starker Schlepper mit einem nach den Plänen des Motorenkonstrukteurs Ludwig Elsbett modifizierten Dreizylindermotor ausgestellt wurde. Es war die erste Anwendung des Elsbett-Motors in einem Traktor. Ziele waren dabei die Pflanzenöltauglichkeit des direkteinspritzenden Motors sowie die Verbesserung seines Wirkungsgrads. Optimistisch wurde vom Motor ohne Kühlung gesprochen. Zwar hatte der Elsbett-Eicher weder Luft- noch Wasserkühlung, allerdings eine Ölkühlung mit einem gewaltigen Ölkühler, der den gesamten Bauraum einnahm, den man mit der Verwendung des Dreizylinders anstelle des serienmäßigen Sechszylindermotors gewonnen hatte. Spätere Messungen ergaben einen Wirkungsgrad etwa gleich mit den besten herkömmlichen Dieselmotoren. Aber das war erst nach der Insolvenz der Eicher GmbH im März 1992 und der Elsbett-Eicher wurde nicht mehr zur Serienreife weiterentwickelt.
Ebenfalls 1989 begann man eine Kooperation mit Hürlimann. Die Baureihe aus vier Modellen bestand aus Hürlimann-Traktoren, die mit Eicher-Logo und blauer Lackierung nach Deutschland geliefert wurden. Die letzten „Hürlimann-Eicher“ wurden 1991 geliefert. Insgesamt sollen ungefähr 35 Stück ausgeliefert worden sein.

### Ab 1990

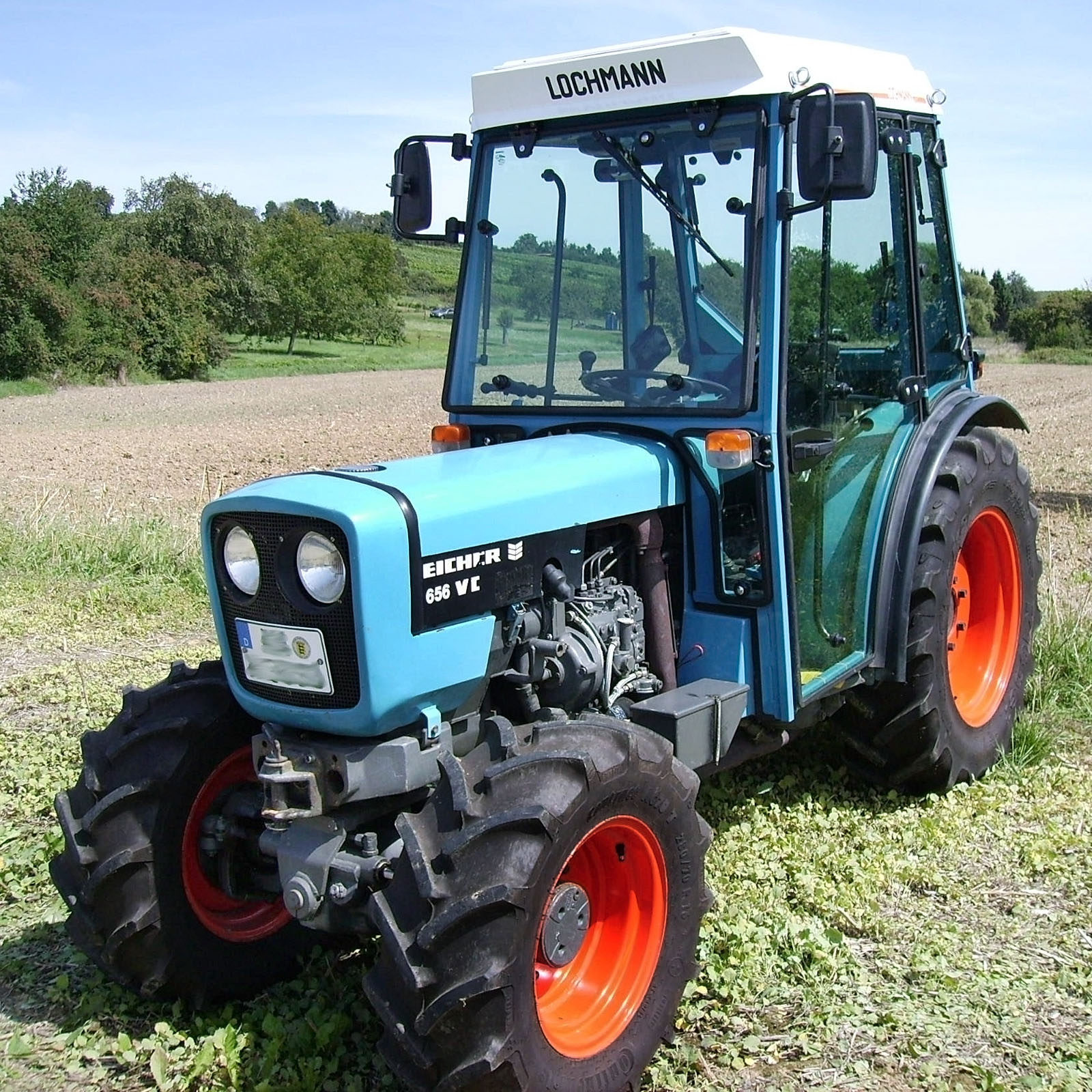
Eicher 656 VC (1993–2001)

Ab 1991 war der Untergang des Baus von Eicher-Traktoren nicht mehr aufzuhalten. Nachdem bereits 1991 die Produktion von Standardschleppern und Motoren in Landau eingestellt worden war, wurden die Aufträge für den Bau von Schmalspurschleppern an die MFT Motoren und Fahrzeugtechnik GmbH in Cunewalde (Sachsen) vergeben. Trotzdem wurde 1991 der 162.000. Eicher-Schlepper zugelassen.
1992 mussten bereits einige Fertigungseinrichtungen verkauft werden. Die Eicher GmbH meldete erneut Insolvenz an und die Eicher Landmaschinen Vertriebs GmbH wurde gegründet. Bis 1998 wurden dann noch die Eicher-Schmalspurtraktoren bei der Motoren- und Fahrzeugtechnik GmbH in Cunewalde gebaut. Danach wurde die Produktion von Eicher-Schleppern in Deutschland eingestellt. Ab 2001 baute das französische Unternehmen Dromson noch Schmalspurschlepper unter der Marke Eicher. 2006 meldete Dromson Konkurs an, der Bau von Eicher-Schleppern endete. 2008 wurden nochmals kurzfristig Eicher-Traktoren vom Markeninhaber Eicher Landmaschinen Vertriebs GmbH angeboten. Es handelte sich dabei um die Modelle Eicher 677 und Eicher 777, die der ehemalige niederländische Eicher-Importeur Hissink in Oeken (NL) bei Carraro in Italien fertigen ließ. 2009 endete auch diese Produktion.